# Rudolf von Colloredo

Porträtt av Rudolf Colloredo från Skoklosters slott.

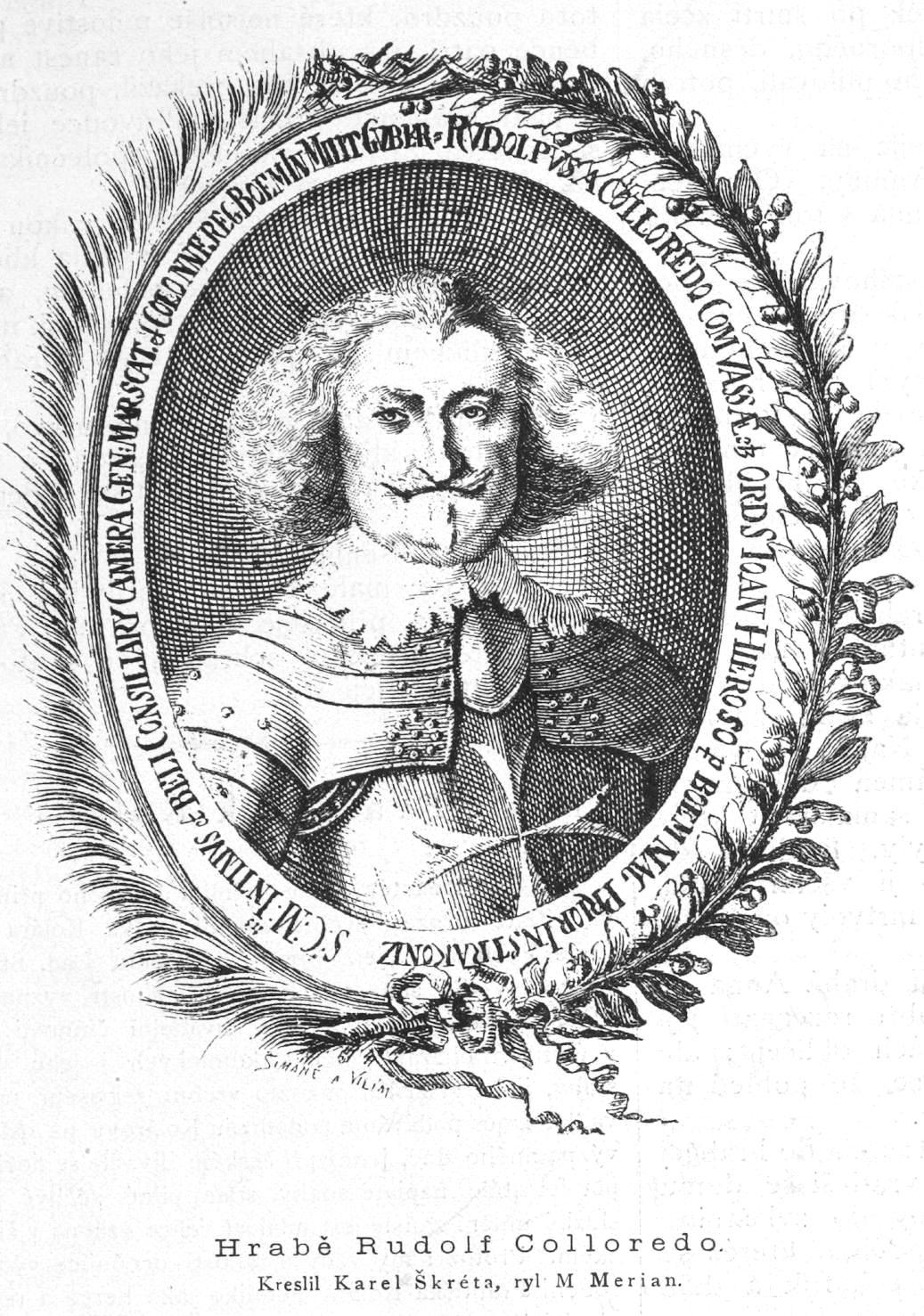
Rudolf von Colloredo

Rudolf von Colloredo, född 2 november 1585, död 24 februari 1657, var en böhmisk greve och militär.
Rudolf von Colloredo deltog i hela trettioåriga kriget och utmärkte sig bland annat i slaget vid Lützen, där han förde befälet över högra flygeln. Under krigets senare år var han under en följd av år guvernör i Prag och ledde 1648 med framgång försvaret av stadens huvuddel mot svenskarna. Von Colloredo slutade sin bana som fältmarskalk, och blev 1643 erbjuden överbefälet över den kejserliga armén, men avböjde.